# Бельесгуард
Бельесгуард (кат. Bellesguard) или дом Фигерас (Casa Figueres) — особняк, построенный в 1900—1909 годах в Барселоне архитектором Антони Гауди. Бельесгуард — одно из самых красивых строений Барселоны, своеобразный символ Каталонии с удивительной историей. Является главной достопримечательностью каталонской столицы. Особняк находится в районе Саррия-Сан-Жервази в Барселоне в Каталонии, в Испании.

## История
Особняк построен по заказу Марии Сажес, вдовы Жауме Фигераса, которая восхищалась работами архитектора и хотела возвести дом, напоминающий ей о великой истории. Здание расположено у подножия горной гряды Сьерра-де-Кольсьерола на месте загородной резиденции последнего короля Барселонской династии Мартина I. В 1408 году король Арагона и граф Барселоны велел выстроить в этом прекрасном месте летнюю резиденцию, где позже сочетался браком со своей супругой — Маргаритой Прадес. После смерти короля Мартина пресеклась и его династия, уступив арагонский трон роду Трастамара. Название Бельесгуард имеет исторические корни. Существует легенда, что королевский секретарь короля Мартина поэт Бернат Метже оказавшись впервые на холме воскликнул: «Bell Esquard!» (красивый вид). Известно также, что в 17 веке в этом замке укрывался знаменитый каталонский преступник и грабитель Серральонга, известный также как защитник бедных, своего рода местный аналог Робин Гуда. Сегодня, посещая это место, можно полюбоваться открывающимся красивейшим панорамным видом Барселоны.

## Архитектура
Строительство началось в 1900 году. Проект стал своего рода патриотической акцией. Великий архитектор работая над летней резиденцией бережно сохранил все остатки построек дворца Мартина. Здание имеет внешнее сходство со средневековым замком, дополненным характерными элементами архитектурного стиля Гауди. Мастер стремился сочетать постройку с окружающей природой, поэтому при строительстве здания использовал полнотелый кирпич, а при декорировании фасадов сланцевый камень различных оттенков. Основание здания квадратное со сторонами по 15 метров, но диагонали созданы так, что в разные периоды дня можно наблюдать неповторимые световые эффекты от игры солнечных лучей. Здание выглядит устремленным вверх, благодаря тому, что все сооружение поднято над уровнем земли на 33 м, а также благодаря декоративному шпилю с пятиконечным крестом, возвышающего сооружение в вертикальном направлении. Декоративные элементы, резонирующие с природным окружением, вместе с традиционными готическими характеристиками делают здание одним из самых вытянутых в вертикальном направлении. В высоту Бельесгуард в два раза больше, чем в длину, поскольку этажи специально завышены: высота полуподвала составляет 3 м, первого этажа – 5 м, второго чердака – 5 м, бельэтажа – 6 м и первого чердака – 4,5 м. Плоскую крышу и балконы обрамляют зубцы. Узкие готические окна мансарды, в форме арок, тянутся вверх, создавая динамический эффект. Систему переходов под крышей, спроектированную Гауди, венчает спиральная лестница, ведущая на чердак,  и далее, на террасу ограждённую зубцами, с которой открывается красивейший панорамный вид на Барселону. В конструкции полуподвала заметны элементы византийского стиля. Потолок подпирают круглые опоры с капителями и перегородки-своды, над которыми возвышаются столбы и стены. Для укрепления арок Гауди применяет металлические растяжки из крученых прутьев – его новое  конструкторское решение. В конструкцию чердачного помещения также включено несколько необычных элементов, придающих постройке уникальный характер. Его основание образуют восемь опор, увенчанных грибовидными капителями, составленными из кирпича, выложенного с выносом. Над капителями расположены арки, каждая вторая из которых держится на многослойных, изготовленных из дерева щитах, установленных между опорами. Поверх арок выложены кирпичи так, что секции деревянного щита являются своеобразным продолжением грибовидных капителей. Арки служат поддержкой для пола чердака. Такую же конструкцию Гауди использовал при создании церкви колонии Гуэль.
Декоративная каменная мозаика, изготовленная в предварительно созданных гипсовых формах, украшает перемычки оконных и дверных проемов, косяков, водосточных труб и крученых колонн. Главный портал Бельесгуарда украшает красивейшая кованая  дверь, окруженная великолепным узором. Главный фасад здания обращен на юго-запад, где в каменном выступе расположен вестибюль с лестницей, которую  украшает цветной витраж с восьмиконечной звездой.
Гауди руководил строительством до стадии завершения основных элементов здания, после чего передал управление работами своему помощнику Доминику Суграньесу. Далее уже по эскизам Гауди были построены домик привратника, скамьи, решетки и другие сооружения, в том числе насос, напоминающий дракона, гребень которого сделали из сколотых камней. Все работы были завершены полностью в  1909 году.